# Massimo Lo Jacono
Massimo Lo Jacono (Roma, 14 luglio 1937) è uno scrittore e giornalista italiano.

## Biografia
Laureato in giurisprudenza nell'Università di Roma, assieme a Lino Aldani e a Giulio Raiola fondò e diresse Futuro, la prima rivista interamente italiana di fantascienza, attiva fra il maggio-giugno 1963 e il novembre 1964. In essa mise a frutto la sua già buona esperienza di scrittore (suoi pseudonimi erano stati L.J. Mauritius, Megalos Diekonos e Guido Altieri), che lo aveva portato a pubblicare vari suoi racconti su riviste e monografie italiane (Oltre il cielo, Galaxy, Interplanet) e straniere.
È stato anche giornalista professionista: dapprima (negli anni sessanta) per l'Agenzia Giornalistica Italia, poi presso il Corriere dello Sport (allora diretto da Antonio Ghirelli, che lo incaricò di occuparsi stabilmente della A. S. Roma).
È stato poi direttore del settimanale sportivo romano Romalunedì, capo della redazione romana del quotidiano sportivo Tuttosport e infine direttore del settimanale Totocalcio, edito dal CONI, succedendo a Enzo Poggi.